# گری سی. کلی
گری سی. کلی (به انگلیسی: Gary C. Kelly) (زاده ۱۹۵۵) کارآفرین، بازرگان و مدیر ارشد اجرایی آمریکایی است، که در حال حاضر به‌عنوان مدیر عامل اجرایی و رییس هیئت مدیره شرکت ساوت‌وست ایرلاینز فعالیت می‌کند.